# PwPost Bay 05
Bei den bayerischen PwPost Bay 05 handelt es sich um kombinierte Post- und Packwagen für den Einsatz in Lokalbahnzügen nach dem Blatt 605 für die Königlich Bayerischen Staatseisenbahnen.

## Entwicklung
Mit dem größer werdenden Streckennetz an Lokalbahnen einher ging der Bedarf an passenden Wagen für den lokalen Personen-Nahverkehr. Da für die Beförderung nur Tenderlokomotiven mit geringer Zugkraft (z. B. Gattung PtL 2/2) zur Verfügung standen, wurden Wagen einer besonders leichten Bauart benötigt.

## Beschaffung
Zwischen 1905 und 1911 wurden insgesamt 281 Wagen in den Gattungen BL, BCL, CL und PPostL beschafft, die alle – bis auf die Wagen der Gattung PPostL – einen einheitlichen Grundriss, offene Endplattformen mit Dixi-Gittern an den Aufstiegen und nur durch Bügel gesicherte Personalübergänge aufwiesen. Statt den bis dato gebräuchlichen Verbundfenstern wurden große Scheiben eingebaut.
Da eigene Wagentypen für die Aufgaben Post- oder Packwagen auf den schwach frequentierten Lokalbahnstrecken zu aufwendig und kostenintensiv waren, wurden zwischen 1905 und 1911 insgesamt 77 kombinierte Post-/Packwagen beschafft, wobei acht Wagen auf den Typ PwPost Bay 05 nach Blatt 605 entfielen.

## Verbleib
Von den ursprünglich acht Wagen kamen noch vier zur DB, wo sie bis 1959 ausgemustert wurden.

## Konstruktive Merkmale

### Untergestell
Der Rahmen der Wagen war komplett aus Profileisen aufgebaut und genietet. Die äußeren Längsträger hatten U-Form mit nach außen gerichteten Flanschen. Die Querträger waren ebenfalls aus U-Profilen und nicht gekröpft. Als Zugeinrichtung hatten die Wagen Schraubenkupplungen nach VDEV. Die Zugstange war durchgehend und mittig gefedert. Als Stoßeinrichtung besaßen die Wagen ursprünglich zweifach geschlitzte Korbpuffer mit einer Einbaulänge von 650 mm und 360 mm für die Pufferteller. Diese wurde später durch Hülsenpuffer ersetzt.

### Laufwerk
Die Wagen hatten aus Blechen und Winkeln genietete Achshalter der kurzen, geraden Bauform. Gelagert waren die Achsen in Gleitachslagern. Die Räder hatten Speichenradkörper des bayerischen Typs 37. Die Tragfedern hatten eine Länge von 1.540 mm. Die 8 Lagen der Blätter hatten einen Querschnitt von 76 mm × 13 mm. Neben einer Handspindelbremse gab es noch eine durchgehende Luftdruckbremse der Bauart Westinghouse.

### Wagenkasten
Der Rahmen des Wagenkastens bestand aus einem hölzernen Ständerwerk, welches durch stählerne Zugbänder versteift wurde. Die Wände waren außen mit Blechen und innen mit Holz verkleidet. Die Seiten- und die Stirnwände waren gerade, die Einstiegstüren eingerückt. Das flache Tonnendach war an den Seiten stärker gerundet und ging direkt in die Seitenwände über. Die Wagenübergänge an den Stirnseiten waren nur durch das Personal zu nutzen. Für die Beladung des Kleinviehabteils gab es beidseitig eine Rollen stehende und durch Kopfstangen geführte Schiebetüre mit einer Weite von 1.500 mm. Das kombinierte Gepäck- und Dienstabteil hatte beidseitig nach außen aufschlagende Türen die in den Wagenkasten eingezogen waren. Das Postabteil konnte nur durch das Gepäckabteil bzw. durch den Stirnseitigen Übergang betreten werden.

### Ausstattung
Der Wagenkasten war in ein Postabteil, ein kombiniertes Pack- und Dienstabteil sowie ein Kleinviehabteil unterteilt. Die Abteile waren durch mittig angeordnete Zwischentüren begehbar. Beleuchtet wurden die Wagen mit Petroleumleuchten. In den 1930er Jahren erfolgte ein Umbau auf elektrische Beleuchtung. Die Beheizung erfolgte mit Dampf. Zur Belüftung gab es statische Lüfter auf dem Dach.

## Skizzen, Musterblätter, Fotos

Ansicht zu Blatt 605 aus dem WV von 1913

## Wagennummern
| Herstelldaten | Herstelldaten | Wagennummern je Epoche Gattungszeichen | Wagennummern je Epoche Gattungszeichen | Wagennummern je Epoche Gattungszeichen | Wagennummern je Epoche Gattungszeichen | Wagennummern je Epoche Gattungszeichen | Wagennummern je Epoche Gattungszeichen | Wagennummern je Epoche Gattungszeichen | Fahrwerk   | Fahrwerk | Fahrwerk             | Fahrwerk             | Fahrwerk             | Ausstattung          | Ausstattung          | Ausstattung                               | Ausstattung                               | Ausstattung                               | Ausstattung                               | Ausstattung                               | Ausstattung                               | Ausstattung                               | Zusatzinfos   |
| Bau- jahr     | Her- steller  | ab 1909 (1907)                         | Rep. (1919)                            | DR (ab 1923)                           | DRG (ab 1930)                          | DRG n. Umbau                           | letzter Heimat- bahnhof                | Ausge- mustert                         | Anz. Achs. | LüP      | Unt. Gest.           | LA.                  | Brem- sen            | Bl.                  | Hz.                  | Art u. Anzahl der Abteile (siehe Legende) | Art u. Anzahl der Abteile (siehe Legende) | Art u. Anzahl der Abteile (siehe Legende) | Art u. Anzahl der Abteile (siehe Legende) | Art u. Anzahl der Abteile (siehe Legende) | Art u. Anzahl der Abteile (siehe Legende) | Art u. Anzahl der Abteile (siehe Legende) | Bemerkung     |
| ------------- | ------------- | -------------------------------------- | -------------------------------------- | -------------------------------------- | -------------------------------------- | -------------------------------------- | -------------------------------------- | -------------------------------------- | ---------- | -------- | -------------------- | -------------------- | -------------------- | -------------------- | -------------------- | ----------------------------------------- | ----------------------------------------- | ----------------------------------------- | ----------------------------------------- | ----------------------------------------- | ----------------------------------------- | ----------------------------------------- | ------------- |
| Blatt-Nr. 605 | Blatt-Nr. 605 | PPost                                  |                                        | PwPost Bay 05                          | PwPost Bay 05                          |                                        |                                        |                                        |            |          | (siehe jew. Legende) | (siehe jew. Legende) | (siehe jew. Legende) | (siehe jew. Legende) | (siehe jew. Legende) | A                                         | B                                         | D                                         | G                                         | P                                         | V                                         | Z                                         |               |
| 1905          | Rathg.        | 21 046                                 |                                        | 9 737 Au                               | 9 504 Au                               |                                        |                                        | ??/1945                                | 2          | 8.374    | E                    | V                    | H; Wsbr              | P                    | D                    |                                           |                                           | 1                                         | 1                                         | 1                                         | 1                                         |                                           |               |
| 1905          | Rathg.        | 21 047                                 |                                        | 9 737 Mü                               | 9 505 Mü                               |                                        |                                        | xx/193x                                | 2          | 8.374    | E                    | V                    | H; Wsbr              | P                    | D                    |                                           |                                           | 1                                         | 1                                         | 1                                         | 1                                         |                                           |               |
| 1906          | Rathg.        | 21 048                                 |                                        | 9 757 Reg                              | 9 601 Au                               |                                        |                                        | 01/1950                                | 2          | 8.374    | E                    | V                    | H; Wsbr              | P                    | D                    |                                           |                                           | 1                                         | 1                                         | 1                                         | 1                                         |                                           | Altschadwagen |
| 1906          | Rathg.        | 21 049                                 |                                        | 9 738 Mü                               | 9 590 Mü                               |                                        |                                        | 03/1956                                | 2          | 8.374    | E                    | V                    | H; Wsbr              | P                    | D                    |                                           |                                           | 1                                         | 1                                         | 1                                         | 1                                         |                                           |               |
| 1906          | Rathg.        | 21 050                                 |                                        | 9 739 Mü                               | 9 591 Mü                               |                                        |                                        | 07/1959                                | 2          | 8.374    | E                    | V                    | H; Wsbr              | P                    | D                    |                                           |                                           | 1                                         | 1                                         | 1                                         | 1                                         |                                           |               |
| 1906          | Rathg.        | 21 051                                 |                                        | 9 758 Reg                              |                                        |                                        |                                        | xx/192x                                | 2          | 8.374    | E                    | V                    | H; Wsbr              | P                    | D                    |                                           |                                           | 1                                         | 1                                         | 1                                         | 1                                         |                                           |               |
| 1906          | Rathg.        | 21 052                                 |                                        | 9 759 Reg                              | 9 602 Reg                              |                                        |                                        | 06/1955                                | 2          | 8.374    | E                    | V                    | H; Wsbr              | P                    | D                    |                                           |                                           | 1                                         | 1                                         | 1                                         | 1                                         |                                           |               |
| 1906          | Rathg.        | 21 052                                 |                                        | 9 738 Au                               | 9 589 Au                               |                                        |                                        | ??/1945                                | 2          | 8.374    | E                    | V                    | H; Wsbr              | P                    | D                    |                                           |                                           | 1                                         | 1                                         | 1                                         | 1                                         |                                           |               |